# Kia Syros
Kia Syros — це субкомпактний кросовер, що випускається південнокорейським автовиробником Kia в Індії. Він розташований між Sonet і Seltos та був представлений 19 грудня 2024 року. 

## Огляд

Він має квадратну форму, натхненну EV9. 
Фари мають вертикальну форму, а задні ліхтарі L-подібні. Стоп-сигнали знаходяться в нижній частині заднього бампера. 
Назва «Syros» походить від острова Сірос у Греції.
На індійському ринку він доступний у шести версіях; HTK, HTK (O), HTK+, HTX, HTX+ і HTX+ (O). 

## Зовнішні посилання
- Офіційний сайт